# Шубартениз
Шубартениз (Шубар-Тениз, Шубар-Тенгиз; каз. Шұбартеңіз) — пересыхающее солёное озеро (урочище) в Улытауском районе Карагандинской области Казахстана.
Высота над уровнем моря — 130 м.
В 1728 году рядом с озером состоялось одно из сражений казахско-джунгарской войны, завершившееся победой казахов.

## Описание
Озеро расположено в центральной части Шубар-Тенгизской котловины. Вытянуто с юго-востока на северо-запад. Длина озера составляет около 25 км, ширина 5—8 км. Площадь может существенно меняться в зависимости от сезона (в разных источниках указывается площадь 125 км² и 316 км²).
Питание преимущественно снеговое. В разные годы сток может существенно варьироваться, что влияет на заполняемость водоёма. В заполненном состоянии озеро имеет плоские берега и ряд небольших островков. В летний период озеро пересыхает, превращаясь в сор. Обнажившееся дно озера содержит многочисленные пятна солей. Растительность немногочисленна и представлена преимущественно солянками на окраинах озёрной котловины. К концу лета центр озера представляет собой крупный солончак, покрытый коркой соли с жидкой рапой под ней.
В озеро впадают реки Байконыр, Жимыкы и Калмаккырган, вытекает река Жынгылдыозек.